# Département des cartes et plans de la Bibliothèque nationale de France

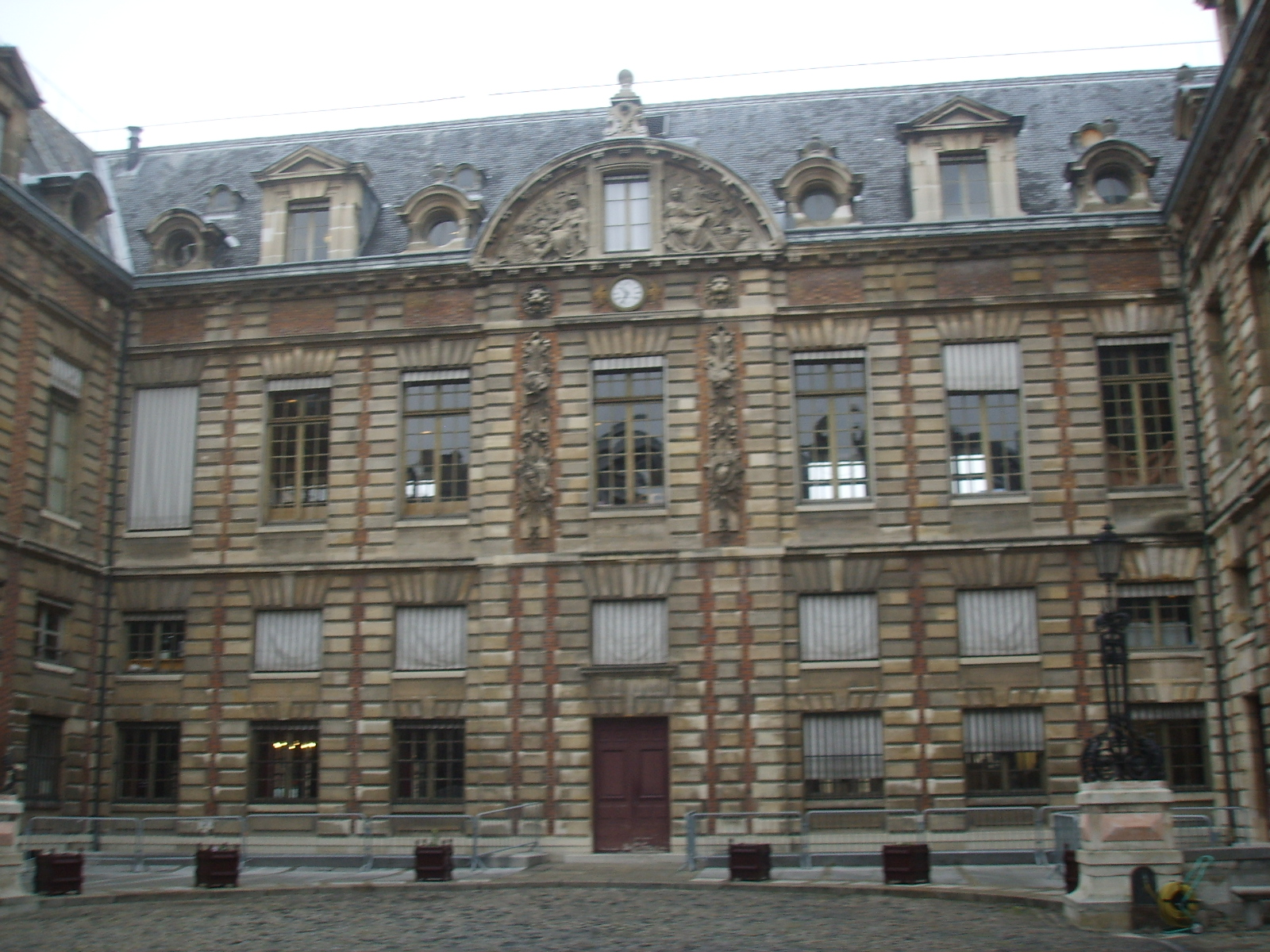
Le département des Cartes et Plans se trouve dans l'hôtel Tubeuf, sur le site Richelieu de la BnF

Le département des cartes et plans de la Bibliothèque nationale de France est par ordre historique le cinquième département de collections de la Bibliothèque nationale de France réunissant ses collections cartographiques. Situé sur le site Richelieu (5 rue Vivienne, dans le 2e arrondissement de Paris), il fait partie des trois premières collections mondiales de documents cartographiques – atlas, cartes, cartes en série, globes, jeux géographiques, plans de ville, plans de bâtiment, plans relief confondus.

## L'histoire du département
Les collections cartographiques anciennes et modernes de la Bibliothèque nationale de France dépendent une première fois (1828-1858) d'une unité de conservation distincte du département des Imprimés grâce aux initiatives d'Edme François Jomard, ancien de l’expédition d’Égypte. Ingénieur géographe, il émit le principe d’ouvrir au public un lieu unique propice au développement des sciences géographiques et à la conservation des atlas, des cartes et des globes terrestres et célestes, ainsi que des plans de villes – non de bâtiments – et de forêts. Tantôt autonome des Imprimés (1828-1858 et depuis 1942), tantôt rattaché comme section des cartes et plans de ce grand département de collections (1858-1942), le département des cartes et plans détient de nos jours la plus considérable collection ancienne mondiale dans ce domaine.
Le noyau est composé des anciennes collections rassemblées par le département des Estampes : « portefeuilles du roi » qui contiennent les pièces déposées par les éditeurs français depuis le milieu du XVIIe siècle ; les portefeuilles de l’abbaye de Saint-Victor, entrés au titre des confiscations révolutionnaires. Jomard s’intéressa autant aux publications modernes qu’aux collections anciennes telles les « cartes-portulans ».
Au XXe siècle, les dépôts successifs de la collection Jean-Baptiste Bourguignon d'Anville (1697-1782), du fonds du Service hydrographique et océanographique de la Marine (des origines à 1940) et de la bibliothèque de la Société de géographie accrurent considérablement la part des documents patrimoniaux.
Depuis 1954, les collections sont installées dans le corps central de l’hôtel Tubeuf (XVIIe siècle), entièrement aménagé pour permettre une conservation correcte et une consultation agréable et fonctionnelle, où le public peut en outre admirer le plafond à caissons aux armes de Mazarin.

## Liste des directeurs et des chefs de section
Les collections géographiques ont été administrativement placées sous la responsabilité d'un directeur de département encore appelé conservateur en chef jusqu'aux années 1980-1990 ou bien, entre 1858 et 1942, sous celle d'un conservateur adjoint chef de la section des cartes et plans
| Titre                                      | Année       | Titulaire            |
| ------------------------------------------ | ----------- | -------------------- |
| Directeur                                  | 1828 - 1858 | Edme François Jomard |
| Chef de section (département des imprimés) | 1858 - 1862 | Edme François Jomard |
| Chef de section (département des imprimés) | 1862 - 1881 | Eugène Cortambert    |
| Chef de section (département des imprimés) | 1881 - 1909 | Gabriel Marcel       |
| Chef de section (département des imprimés) | 1910 - 1919 | Léon Vallée          |
| Chef de section (département des imprimés) | 1920 - 1926 | Albert Isnard        |
| Chef de section (département des imprimés) | 1926 - 1939 | vacance de poste     |
| Chef de section (département des imprimés) | 1939 - 1942 | Myriem Foncin        |
| Conservateur en chef                       | 1942 - 1964 | Myriem Foncin        |
| Conservateur en chef                       | 1965 - 1976 | Edmond Pognon        |
| Directeur                                  | 1976 - 1999 | Monique Pelletier    |
| Directeur                                  | 1999 - 2009 | Hélène Richard       |
| Directeur                                  | 2010 - 2016 | Jean-Yves Sarazin    |
| Directeur                                  | 2017 -      | Ève Netchine         |

## Les collections
Les cartes et plans sont manuscrits ou imprimés, en feuilles ou reliés, sur papier, sur parchemin ou en matière plastique et, depuis peu, sous la forme de données numériques. Le fonds ancien du département, sans cesse enrichi par des dons et des acquisitions, est représentatif de la production européenne gravée du XVIe au XIXe siècle et contient la majeure partie des publications françaises.
Dans le fonds moderne, les principaux ensembles documentaires sont :
- Cartes topographiques
  - France : séries du 1:25 000 au 1:1 000 000 (de la Carte de Cassini à la Top 25 de l’IGN)
  - Europe : au minimum une série de chaque pays entre le 1:25 000 et le 1:100 000
  - Monde : séries complètes ou partielles sur les États-Unis, le Canada, les pays d’Afrique, le Japon, le Brésil, l’Argentine, l’Uruguay, le Pérou, le Chili, le Levant, l’Indochine.
- Cartes géologiques, cartes pédologiques, cartes de la végétation, cartes marines (hydrographie française, britannique, japonaise, australienne, néo-zélandaise, norvégienne etc.), cartes touristiques et autres cartes thématiques françaises et étrangères, des images de télédétection.
- Les collections de la Société de géographie (livres, périodiques, cartes, manuscrits, photographies) ont été constituées aux XIXe et XXe siècles et comprennent la partie géographique de la bibliothèque du prince Bonaparte.
- Le département bénéficie du dépôt légal des cartes, plans et globes qui s’applique à la production éditée, imprimée ou diffusée en France.

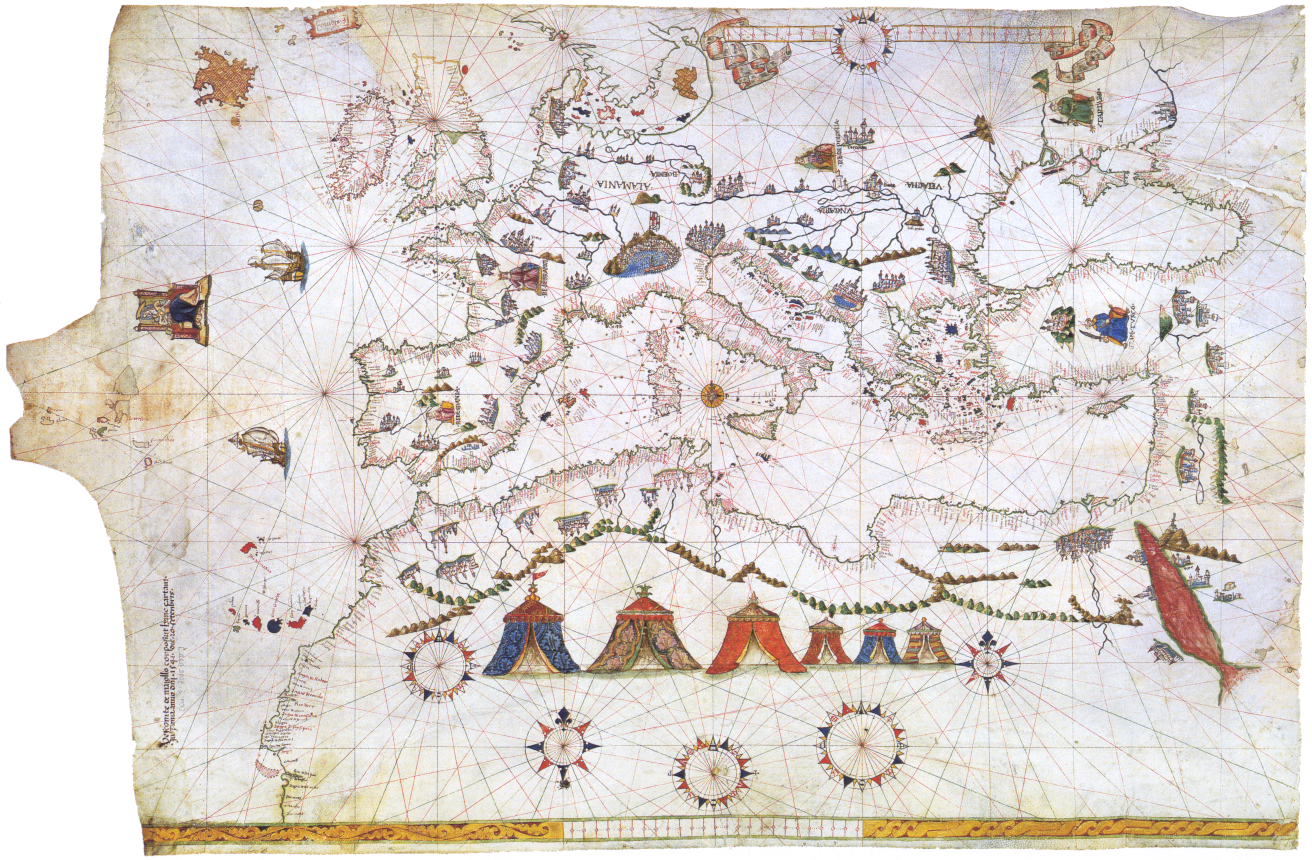
Une carte-portulan de 1541

### Pièces remarquables
Le département conserve un superbe ensemble de 435 cartes nautiques sur vélin ou « portulans », où sont représentées toutes les « écoles » de cartographes, de la fin du XIIIe siècle jusqu’au XVIIIe siècle : y figurent la Carte dite pisane (fin XIIIe siècle) d’origine génoise – la plus ancienne carte marine occidentale connue – et l’Atlas Miller, document enluminé de l’école portugaise, antérieur aux voyages de Magellan (1521). Parmi les documents de grand format, on peut citer les cartes murales hollandaises et françaises. Les deux plus célèbres sont la mappemonde de Sébastien Cabot (Anvers, 1544) et celle de Gérard Mercator (Duisburg, 1569). Parmi les globes anciens, on relève la présence de sphères du XVIe siècle de grande valeur – le Globe vert attribué à Martin Waldseemüller (Saint-Dié, 1507), le Globe doré (allemand, 1527) –, et celle d’un globe céleste arabe qu’on peut dater de 1080. Dans les collections de la Société de géographie figurent des manuscrits de voyageurs, comme ceux d'Henry de Monfreid, des notes sur l’histoire des séismes réunies par Montessus de Ballore, 600 photographies du Japon de Felice Beato, etc.

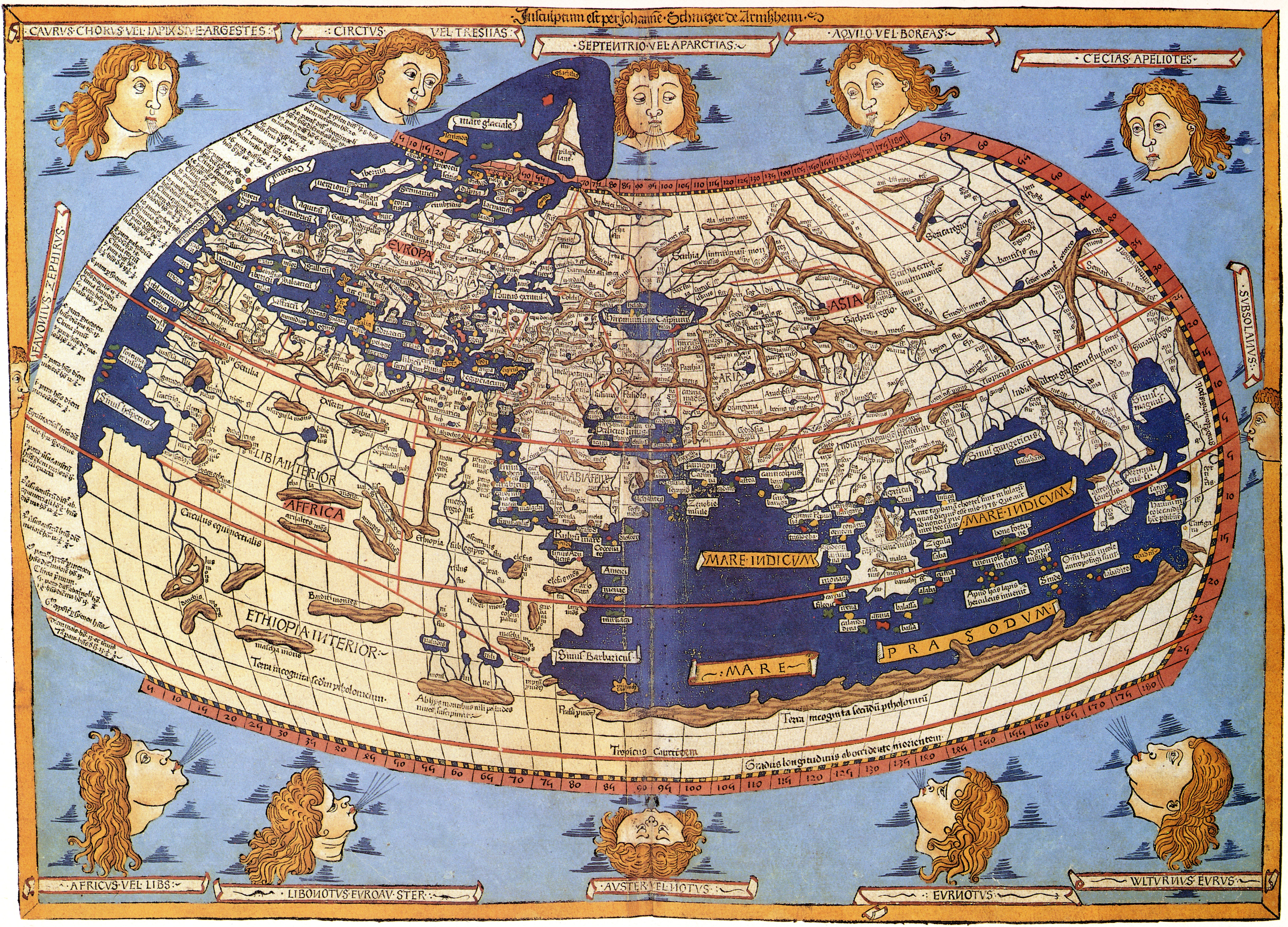
Mappemonde extraite d'une édition incunable de la Cosmographie de Ptolémée au XVe siècle

### Collections complémentaires
Le regroupement à l’origine du département est resté inachevé et l’on pourra poursuivre ses recherches au département des Estampes et de la photographie dans la série Topographie, dans les collections d’imprimés du site François-Mitterrand (atlas), au département des Manuscrits (Atlas catalan, 1375, les Géographies de Ptolémée, etc.), ou encore à la Bibliothèque de l’Arsenal (cartes militaires).

## Les champs d'étude à partir des documents cartographiques
Les riches fonds du département permettent de multiples recherches en histoire des techniques cartographiques ; en histoire de la cartographie, des découvertes, de la colonisation ; de la géographie historique ; de la toponymie historique ; de l'histoire militaire ; des histoires urbaine et rurale ; de l'occupation des sols, des littoraux, des îles et des archipels ; de l'implantation des forêts ; de l'étude des côtes et des milieux marins ; de l'histoire et de l'étude de la géologie ; de l'histoire de l'urbanisme, des jardins, des chemins, des routes ; de l'histoire de la photographie.
Sur les îles et les archipels, les usagers ont à leur disposition des milliers de cartes manuscrites et imprimées à partir du fonds général et du fonds du Service hydrographique et océanographique de la Marine.

## En dehors de la BnF
Les photographies aériennes sont conservées à l’Institut national de l'information géographique et forestière et les plans cadastraux, à l’exception de celui de Paris, que l’on peut consulter aux Cartes et plans, sont conservés dans les départements ou dans les communes.

## Les missions

### Accroissements
La production française entre au département par dépôt légal. Grâce aux autres types d’acquisitions (achats, dons, échanges), le département s’efforce de couvrir le monde par des cartes topographiques d’échelles diverses, par des grands atlas nationaux et par des documents de caractère historique.
Les collections de la Société de géographie, s’accroissent par le dépôt des publications reçues en échange de son bulletin La géographie.